# Marcapomacocha (distrito)
Marcapomacocha é um distrito do peru, departamento de Junín, localizada na província de Yauli.

## Transporte
O distrito de Marcapomacocha é servido pela seguinte rodovia:
- PE-3NG, que liga o distrito de Chicla (Região de Lima) à cidade de San Pedro de Cajas (Região de Junín)
- PE-20A, que liga o distrito de Tinyahuarco (Região de Pasco) à cidade de San Martín de Porres (Província de Lima) [2][3][4]